# Giganten-Dreirad

Giganten-Dreirad

Als Giganten-Dreirad oder Giant-Tricycle wird ein überdimensionales amerikanisches Dreirad bezeichnet, das 1896 vorgestellt wurde. Das Fahrzeug wurde zu Werbezwecken für VIM-Luftreifen entwickelt. Zur Bewegung des „mechanischen Größenwahns“ waren acht Männer notwendig, vier auf jeder Seite trieben über Tretkurbeln ein Rad an, ein Fahrer steuerte. Die Länge diese Ungetüms wird mit 17 Fuß (5,18 m), die Hinterräder im Durchmesser mit 11 Fuß (3,35 m) und das Vorderrad mit 6 Fuß (1,82 m) im Durchmesser angegeben. Das Gewicht dieses Ungetüms wurde auf 1,5 Tonnen geschätzt. Zu Test- und Werbezwecken wurde das Monster 25 Meilen von Boston bis Brockton und dann bis Concord bewegt. Eine Fahrt am Coney Island zur Eröffnung eines Fahrradweges konnte aufgrund der Höhe nicht stattfinden; überhängende Bäume behinderten die Fahrstrecke.